# Peter von Plomgren
Peter von Plomgren, född 10 juli 1770 på Araslöv, Färlövs socken, Kristianstads län, död 8 juni 1848 på Mosstena, Bälinge socken, Södermanlands län, var en svensk friherre och officer. Han var sonson till affärsmannen och politikern Thomas Plomgren.
von Plomgren tjänstgjorde vid Mörnerska husarregementet, som han, då med majors grad, förde befäl över vid slaget vid Bornhöft 1813, sedan Bror Cederström blivit sårad. Han blev 1816 överste i nämnda regemente, erhöll 1818 friherrlig värdighet med bibehållande av sitt namn och tog 1822 avsked med generalmajors namn, heder och värdighet.